# Alto Reno Terme
Alto Reno Terme (emilián nyelven Èlt Raggn) település Olaszországban, Emilia-Romagna régióban, Bologna megyében. Lakosainak száma 6951 fő (2023. január 1.). Alto Reno Terme Sambuca Pistoiese, Pistoia, Lizzano in Belvedere, Gaggio Montano és Castel di Casio községekkel határos.

## Népesség
A település népességének változása:
| Lakosok száma | 6953 | 6925 | 6951 |
|               | 2017 | 2018 | 2023 |